# Аділь Тахіф
Аділь Тахіф (араб. عادل تحيف, нар. 24 лютого 2001, Касабланка) — марокканський футболіст, захисник клубу «Ренессанс Беркан».
Виступав за національну збірну Марокко.

## Клубна кар'єра
Народився 24 лютого 2001 року в Касабланці. Вихованець футбольної академії Мохаммеда VI, звідки 2019 року перейшов до структури іспанського «Леганеса».
У дорослому футболі дебютував 2020 року виступами за «Леганес Б», в якій провів один сезон, взявши участь у 15 матчах чемпіонату. 
2021 року повернувся на батьківщину, приєднавшись до «Шабаба» (Мохаммедія). За рік перейшов до клубу «Ренессанс Беркан».

## Виступи за збірні
2017 року дебютував у складі юнацької збірної Марокко (U-17), загалом на юнацькому рівні взяв участь у 4 іграх.
Протягом 2021–2022 років залучався до складу молодіжної збірної Марокко. На молодіжному рівні зіграв у 13 офіційних матчах.
2022 року дебютував в офіційних матчах у складі національної збірної Марокко.
2024 року включений до заявки олімпійської збірної Марокко для участі у футбольному турнірі на тогорічних Олімпійських іграх у Парижі.
| Дата      | Місто  | Господарі | Результат | Гості   | Турнір           | Голи | Примітки |
| --------- | ------ | --------- | --------- | ------- | ---------------- | ---- | -------- |
| 23-8-2022 | Відень | Ямайка    | 0 – 3     | Марокко | товариський матч | -    | 60'      |
| Усього    |        | Матчів    | 1         |         | Голів            | 0    |          |

## Титули і досягнення
- Володар Суперкубка КАФ (1):

«Ренессанс Беркан»: 2022